# Mega Man X Collection
Mega Man X Collection est une compilation de jeux vidéo développée et éditée par Capcom le 10 janvier 2006 exclusivement en Amérique du Nord pour les consoles GameCube et PlayStation 2. Le jeu contient les six premiers jeux de la série Mega Man X sortis sur Super Nintendo et portés sur les diverses consoles 32 bits de l'époque. Les six jeux sont des jeux d'action-plates-formes dans lesquelles le joueur traverse une série de niveaux et gagne les armes spéciales des boss vaincus.
En plus de ces jeux, Mega Man X Collection comprend des artworks à débloquer et de la musique liée à la série, ainsi que Mega Man Battle & Chase, un jeu de course basé sur la série originale Mega Man, qui était inédit en Amérique du Nord. La compilation fait suite à Mega Man: Anniversary Collection, une autre compilation de huit jeux de la série originale Mega Man. L'accueil réservé par la presse spécialisée à Mega Man X Collection est globalement plutôt plutôt positif. Une version mise à jour de Mega Man X Collection, rajoutant les septième et huitième jeux de la série Mega Man X est commercialisée à l'été 2018 sur PlayStation 4, Xbox One, la Nintendo Switch et PC (Windows). Contrairement à la version originale, la sortie de cette version mise à jour est prévue dans le monde entier, plutôt que seulement en Amérique du Nord.

## Vue d'ensemble
Mega Man X Collection est annoncée pour la première fois par le producteur de Capcom Production Studio 1, Tatsuya Minami, le 1er février 2005. La compilation est officiellement annoncée par la division nord-américaine de Capcom le 18 mai 2005. Elle est présentée à l' Electronic Entertainment Expo 2005 cet été-là, mais n'est publiée que le 10 janvier 2006,,.
Mega Man X Collection contient les six premiers jeux de la série Mega Man X. Mega Man X et Mega Man X2 sont basés sur les versions Super Nintendo. Mega Man X3 est également sorti à l'origine sur la Super NES, mais la version incluse est sa mise à jour 32 bits sur PlayStation, Saturn et PC. Les trois autres jeux sont basés sur les portages PlayStation. Les voix japonaises présentes sur toutes les cinématiques de Mega Man X6 ont été retirées. Tous les jeux utilisent des fichiers de sauvegarde, y compris les premiers jeux qui utilisaient au départ un système de mots de passe. Cependant, lors du chargement des données sauvegardées, le lecteur est toujours accueilli avec l'ancien écran de saisie de mot de passe. Mega Man Battle & Chase, inédit jusque-là en Amérique du Nord, est un jeu déblocable après avoir terminé les trois premiers jeux. Il s'agit d'un jeu de course de karting dérivé de la série originale. Mega Man X Collection contient également des illustrations et de la musique à débloquer,.

## Jeux
- Mega Man X (1993)
- Mega Man X2 (1994)
- Mega Man X3 (1995)
- Mega Man X4 (1997)
- Mega Man X5 (2000)
- Mega Man X6 (2001)
- Mega Man X7 (2003) (réédition de 2018)
- Mega Man X8 (2004) (réédition de 2018)
- Mega Man Battle & Chase (1997)

## Accueil
L'accueil réservé par la presse spécialisée à Mega Man X Collection est globalement plutôt plutôt positif,,,,,.